# Luca Dinulescu
Luca Dinulescu (n. 18 februarie 1979, București) este un scriitor, scenarist și muzician român. Tatăl său este dramaturgul Denis Dinulescu.

## Studii
A urmat Liceul de Arte Plastice „Nicolae Tonitza” din București. În 2002 a absolvit facultatea de regie de film a Universității Media din același oraș. A obținut licența în regie de film de la Universitatea Hyperion.
În 2007–2008, Dinulescu a primit o bursă pe film la New York, în cadrul programului Fulbright.

## Activitate

### În domeniul literar
A colaborat în decursul anului 2002 cu publicația românească de limba engleză Romanian Review. A debutat publicistic în 2003 cu o nuvelă în revista Viața românească. A participat la cenaclul literar „Formarea ideilor” (condus de prozatorul Constantin Stan) și la întâlnirile Uniunii Scriitorilor din România. A colaborat la Ziua literară și Revista Tomis din Constanța. În 2005 a câștigat concursul de proză „Tomiseisme”, organizat de revista constănțeană.
În 2006 a debutat editorial la Polirom cu volumul de proze scurte Sir Sugismund. Cartea a primit recenzii favorabile (vezi mai jos), dar a șocat prin temele propuse și prin limbajul impudic adoptat.
Cu sprijinul unei burse acordate de Uniunea Scriitorilor din România (în valoare de 2500 RON), o echipă formată din autorii Luca Dinulescu, Răzvan Bică și Dragoș Schenkel a demarat în 2006 proiectul „Istoria alternativă a literaturii române în benzi desenate”.

### În film și televiziune
În 2004 a lucrat ca scenarist pentru postul de televiziune Prima TV, iar în 2005 a devenit scenarist rezident la postul Pro TV.
A participat la concursul de scenarii de lung-metraj organizat în 2005 de Festivalul Internațional de Film Transilvania în colaborare cu HBO România. Deși ajuns în finală, proiectul lui Dinulescu, numit That Jazz Again (parafrază la Tot acest jazz – All That Jazz, filmul din 1979 semnat de Bob Fosse), nu a câștigat. Despre acest moment, autorul a comentat într-un interviu: „Tema era (...) cea din «Solaris» al lui Tarkovski, tratată în cheie comică – unde se duce omenirea atunci când nu mai există nicio planetă de cucerit. (...) Nu e o poveste prea seducătoare pentru piața românească. (...) Tudor Giurgiu a fost în comisia de atunci a concursului HBO, iar după ce a citit scenariul a venit să-mi strângă mâna”.

### Ca muzician
La începutul anilor 2000, Dinulescu a participat sub aliasul colectiv Ionescu la realizarea piesei „România de vânzare”. La proiect au mai luat parte Alex Ionescu, Cristian Lolea, Bogdan Tudor ș.a. Cântecul s-a aflat pe prima poziția a clasamentului românesc MCM timp de trei săptămâni consecutive.
Luca Dinulescu și scriitorul Alex Tocilescu au pus în 2010 bazele formației Aeroport.

## Comentarii critice
„Proza lui Luca Dinulescu e un bulversant amestec de confesiune în pragul și după... sinucidere, SF, introspecție și dinamitare în registru grav (care poate fi receptat și invers) a clișeelor din scenariile unor filme gen Planeta maimuțelor, Procesul maimuțelor, Matrix sau Constantine.”—Dan Mircea Cipariu 
„Inteligență, ironie, umor sec, dar fulgerător, subtilitate în construcția textuală – iată câteva din înzestrările ce ies numaidecât în evidență după lectura cărții lui Luca Dinulescu, Sir Sugismund. Dincolo de nota polemică, de pofta de arțag textual, de cafteala cu prejudecățile, Luca Dinulescu (în prezent bursier al Uniunii Scriitorilor din România, cu proiectul O istorie a literaturii române în benzi desenate) dovedește o excelentă înzestrare literară, un talent incontestabil pregătit pentru o cursă lungă.”—Traian T. Coșovei, în Adevărul literar și științific (13 dec. 2006)
„Luca Dinulescu mi-a livrat cea mai jovială surpriză din ultima perioadă. Autorul (27 de ani, regizor și scenarist) îmi pare un caz special. Pe de-o parte, e de-o obrăznicie radioasă, pe de alta, e un elev silitor. Nu mi-e clar cine era șeful catedrei, dar se simt bine cursurile lui Charles Bukowski și, probabil, seminariile lui Dumitru «Puși» Dinulescu (no relations, though). Volumul cu acest titlu promițător (aristocratul menționat nu prea apare însă) se subintitulează «povestiri». Mai corect ar fi «povestiri sardonice», pentru că miza principală a narațiunilor este să epureze realul de toate conotațiile minore și să lase spațiu de respirație absurdului împins până la fantasticul cosmic.”—Dan Goanță, în Dilemateca (sept. 2006)
„Sir Sugismund accesează paliere de expresivitate lingvistică ce pot anunța o limbă nouă, cu sugestii de argou ce amintesc de marea proză a lui Céline și Joyce.”—Cezar Ivănescu 

## Volume publicate
- Sir Sugismund (2006), Editura Polirom, colecția Biblioteca de duminică. ISBN 973-46-0343-4
- Prostituția României – proiect de constituție pentru o țară mai veselă (2016), Editura TracusArte. ISBN 978-606-664-659-8